# Leontopodium leontopodioides
Leontopodium leontopodioides là một loài thực vật có hoa trong họ Cúc. Loài này được (Willd.) Beauverd mô tả khoa học đầu tiên năm 1909.